# Ayase
Ayase (japanska: 綾瀬市?, Ayase-shi) är en stad i Kanagawa prefektur i Japan. Staden fick stadsrättigheter 1978.